# Hartmut Rothe
Hartmut Rothe (* 1944) ist ein deutscher Biologe und pensionierter Professor für Anthropologie an der Georg-August-Universität Göttingen.

## Leben
Rothe studierte Anthropologie, Paläontologie, Anatomie und Geologie an der Universität des Saarlandes und danach an der Christian-Albrechts-Universität zu Kiel. 1971 schloss er in Kiel sein Studium mit der Promotion zum Doktor der Naturwissenschaften ab. Als Wissenschaftlicher Assistent wurde er anschließend an den Instituten für Anthropologie der Universitäten Kiel und Göttingen beschäftigt. 1980 wurde er in Göttingen im Fach Anthropologie habilitiert und 1987 zum außerplanmäßigen Professor für Anthropologie berufen.
Rothe war Leiter der Arbeitsgruppe Primatenethologie am Göttinger Institut für Anthropologie und bis zu ihrer Auflösung – infolge seiner Pensionierung – im Jahr 2008 zugleich Leiter einer 1973 begründeten Primaten-Haltung, die ab 1995 in der Ethologischen Station Sennickerode untergebracht war. Seine Hauptarbeitsgebiete waren die Stammesgeschichte der Primaten einschließlich des Menschen und die Verhaltensbiologie nicht-menschlicher Primaten, insbesondere der Weißbüschelaffen, die in großen Kolonien in der Freilandstation Sennickerode lebten. Rothe war zudem Autor und Co-Autor zahlreicher Publikationen zur Stammesgeschichte des Menschen.

## Schriften (Auswahl)
- Beobachtungen, Analysen und Experimente zum Handgebrauch von Callithrix jacchus Erxleben, 1777. Dissertation. Universität Kiel, Mathematisch-Naturwissenschaftliche Fakultät, Kiel 1971.
- als Herausgeber: Biology and behaviour of marmosets. Proceedings of the Marmoset Workshop, Göttingen, W-Germany, September 2–5, 1977. Tagungsband, Göttingen 1978.
- mit Gerhard Heberer und Winfried Henke: Der Ursprung des Menschen. Fischer, Stuttgart 1980, ISBN 978-3-437-10605-7.
- Die Stellung des Menschen im System der Primaten. Deutsches Institut für Fernstudien an der Universität Tübingen, Tübingen 1990.
- mit Winfried Henke: Paläoanthropologie. Springer-Verlag, Berlin, Heidelberg und New York 1994, ISBN 978-3-540-57455-2.
- mit Winfried Henke: Zahnphylogenese der Hominiden. Quintessenz-Verlag, Berlin 1997.
- mit Winfried Henke: Stammesgeschichte des Menschen. Eine Einführung. Springer Verlag, Berlin 1999, ISBN 3-540-64831-3.
- mit Winfried Henke: Menschwerdung. Fischer, Frankfurt am Main 2003, ISBN 3-596-15554-1.
- mit Bernhard Wiesemüller: Phylogenetische Systematik. Eine Einführung. Springer Verlag, 2003, ISBN 978-3-642-62841-2.
- mit Winfried Henke und Ian Tattersall (Hrsg.): Handbook of Palaeoanthropology. Vol. I: Principles, Methods, and Approaches. Springer-Verlag, Berlin, Heidelberg und New York 2007.

## Belege
1. ↑  Kurzbiografie: Hartmut Rothe. (Memento vom 20. November 2004 im Internet Archive) Auf: uni-kassel.de, Stand vom 8. September 1997.
2. ↑  Johann Friedrich Blumenbach Institut für Zoologie und Anthropologie: Geschichtliches. Auf: uni-goettingen.de, zuletzt eingesehen am 14. April 2019.
3. ↑  Ethologische Station Sennickerode. (Memento vom 14. April 2019 im Internet Archive)
4. ↑  Teilsammlung Primatenschädel und Primatenskelette. Auf: uni-goettingen.de, zuletzt eingesehen am 14. April 2019.

| Personendaten    | Personendaten          |
| ---------------- | ---------------------- |
| NAME             | Rothe, Hartmut         |
| KURZBESCHREIBUNG | deutscher Anthropologe |
| GEBURTSDATUM     | 1944                   |